# Larry Williams (amerikaifutball-játékos)
Lawrence Richard Williams II (Orange, Kalifornia, 1963. július 3. –) amerikai amerikaifutball-játékos, atlétikai igazgató.

## Fiatalkora
A Santa Ana-i középiskolába járt.
A Notre Dame Fighting Irish amerikaifutball-játékosaként elnyerte az All-America elismerést. Alapdiplomáját 1985-ben szerezte.

## Pályafutása

### Profi csapatokban
Az 1985-ös NFL-draft tizedik körében a Cleveland Browns játékosa lett; 1986 és 1988 között 42 mérkőzésen lépett pályára. Egy 1989. januári térdműtét miatt szerződése megszűnt, március 7-én pedig a San Diego Chargers játékosa lett. Augusztus 29-én állapota miatt játékra alkalmatlannak ítélték, 1990. szeptember 3-án pedig kirúgták. Az 1991-es szezonban a New Orleans Saintsnél két, a New England Patriotsnál pedig 13 mérkőzésen játszott. 1993-ban vonult vissza.

### Az NFL után
1992-ben a San Diegó-i Egyetemen doktori fokozatot szerzett, majd a Baker & Daniels ügyvédi irodánál dolgozott. 1999 és 2003 között a Notre Dame Egyetem sportmarketingért felelős munkatársa volt.

### Atlétikai igazgatóként
2004-ben a Portland Pilots, majd 2011. december 5-én a Marquette Golden Eagles atlétikai igazgatója lett; pozícióját 2012. január 2-ától töltötte be. 2013 decemberében távozott.

## Családja
Felesége, Laura Lee egyetemistaként elnyerte az All-America elismerést, emellett országos teniszbajnok volt. Öt gyermekük született; lányuk, Kristin a Santa Clara Broncos evezőse, míg három fiuk, Sean, Scott és Eric a Yale Bulldogs amerikaifutball-játékosa.

## Fordítás
- Ez a szócikk részben vagy egészben  a   Larry Williams (American football) című angol Wikipédia-szócikk ezen változatának fordításán alapul.  Az eredeti cikk szerkesztőit annak laptörténete sorolja fel. Ez a jelzés csupán a megfogalmazás eredetét és a szerzői jogokat jelzi, nem szolgál a cikkben szereplő információk forrásmegjelöléseként.